# Karel Tobback
Karel Lodewijk Maria Frans Tobback (Boom, 6 mei 1897 - Boom, 19 november 1954) was een Belgisch notaris en politicus voor de CVP.

## Levensloop
Tobback was een zoon van Jan Frans Tobback en Maria Amelia Van de Velde. Hij trouwde met Engelberta Verheyden (1905-1995). Hij werd in 1925 notaris in Boom.
In 1946 werd hij verkozen tot senator voor het arrondissement Antwerpen en vervulde dit mandaat tot aan zijn dood.